# Борщенко, Игорь Александрович
Игорь Александрович Борщенко (укр. Ігор Олександрович Борщенко; род. 12 августа 1966 года, с. Бронницы Могилёв-Подольского района Винницкой области Украинской ССР) — украинский государственный деятель, депутат Верховной рады Украины I созыва (1990—1994).

## Биография
Родился 12 августа 1966 года в селе Бронницы Могилёв-Подольского района Винницкой области Украинской ССР.
Учился в ПТУ № 4, в 1984 году работал слесарем Винницкого химического завода.
С 1984 года проходил службу в армии в составе Ограниченного контингента советских войск в Афганистане.
После возвращения из армии с 1987 года работал слесарем контрольно-измерительных приборов Могилёв-Подольского машиностроительного завода. С 1988 года был пионервожатым Всероссийского пионерского лагеря «Орлёнок». С 1989 года был инструктором Могилёв-Подольского горкома ЛКСМ УССР и руководителем подросткового военно-патриотического клуба «Шурави» (г. Могилёв-Подольский).
В 1990 году в ходе первых альтернативных парламентских выборов в Украинской ССР был выдвинут кандидатом в народные депутаты пленумом Могилёв-Подольского горкома ЛКСМУ, 4 марта 1990 года в первом туре был избран народным депутатом Верховного совета Украинской ССР XII созыва (в дальнейшем — Верховной рады Украины I созыва) от Могилёв-Подольского избирательного округа № 27 Винницкой области, набрал 53,60% голосов среди 4 кандидатов. В парламенте являлся членом комиссим по делам ветеранов, пенсионеров, инвалидов, репрессированных, малообеспеченных и воинов-интернационалистов и комиссии по вопросам правопорядка и борьбы с преступностью. Депутатские полномочия истекли 10 мая 1994 года.
В 1992 году окончил Каменец-Подольский педагогический институт по специальности «историк».
В настоящее время является заместителем Крымской региональной организации Украинского союза ветеранов Афганистана.

## Награды
- медаль «За отвагу»
- медаль «Воину-интернационалисту от благодарного афганского народа»